# Marcel Storme
Marcel Storme, belgijski odvetnik, pedagog, akademik in politik, * 3. avgust 1930, Gent, † 30. marec 2018.
Storme je predaval na Univerzi v Antwerpnu in v Gentu.
Med letoma 1977 in 1981 je bil član Senata Belgije.
Je redni član in nekdanji predsednik Kraljeve akademije znanosti in umetnosti Belgije.